# Spyro: Year of the Dragon
Vous lisez un « article de qualité » labellisé en 2012.
Pour les articles homonymes, voir Year of the Dragon.
Spyro: Year of the Dragon est un jeu vidéo de plates-formes développé par Insomniac Games et édité par Sony Computer Entertainment en 2000 sur PlayStation. Le jeu est réédité pour la gamme Platinum le 12 octobre 2001 et la gamme Greatest Hits en 2002. Il est également disponible sur PlayStation Store depuis le 12 décembre 2012. Troisième et dernier épisode de la série originelle Spyro the Dragon, commencée en 1998, à être développé par Insomniac Games, Spyro: Year of the Dragon est le seul jeu de la trilogie à ne pas être édité au Japon.
Nommé d'après l'animal du zodiaque chinois célébré en 2000, le dragon, ce troisième opus présente les aventures de Spyro dans son périple à travers les Mondes Oubliés, après que cent cinquante œufs de dragons ont été volés par une sorcière. Le joueur parcourt ainsi trente-sept mondes différents afin de les récupérer. Spyro: Year of the Dragon se démarque de ses deux prédécesseurs par la présence de nouveaux personnages jouables ainsi que de nouveaux mini-jeux venant s'ajouter à ceux déjà existants, tout en offrant des graphismes et une bande-son améliorés.
À sa sortie, Spyro: Year of the Dragon est bien accueilli par la presse spécialisée : les critiques notent un jeu de qualité basé sur le succès de ses prédécesseurs, saluant au passage l'ajout de nouveaux mini-jeux et les vastes environnements qu'il propose. Malgré son absence de commercialisation au Japon, Spyro: Year of the Dragon est vendu à 3,2 millions d'exemplaires à travers le monde.

## Trame

### Univers
Spyro traverse dans ce nouvel opus les Mondes Oubliés, un univers coloré où il parcourt des royaumes divers et variés comme des plages, des sites enneigés, une usine de feux d'artifice, en passant par des niveaux montagneux ou encore des catacombes. Ces royaumes sont regroupés en quatre Mondes Oubliés, qui représentent un moment de la journée : le Soleil Levant Printanier, les Jardins de Midi, le Lac Crépusculaire et la Montagne de Minuit. Spyro a maintenant la possibilité d'utiliser un skateboard pour traverser certaines zones. Une nouveauté est que le joueur utilise des moyens de transport, comme une montgolfière, un manège ou une fusée, pour aller d'un monde à un autre.

### Personnages

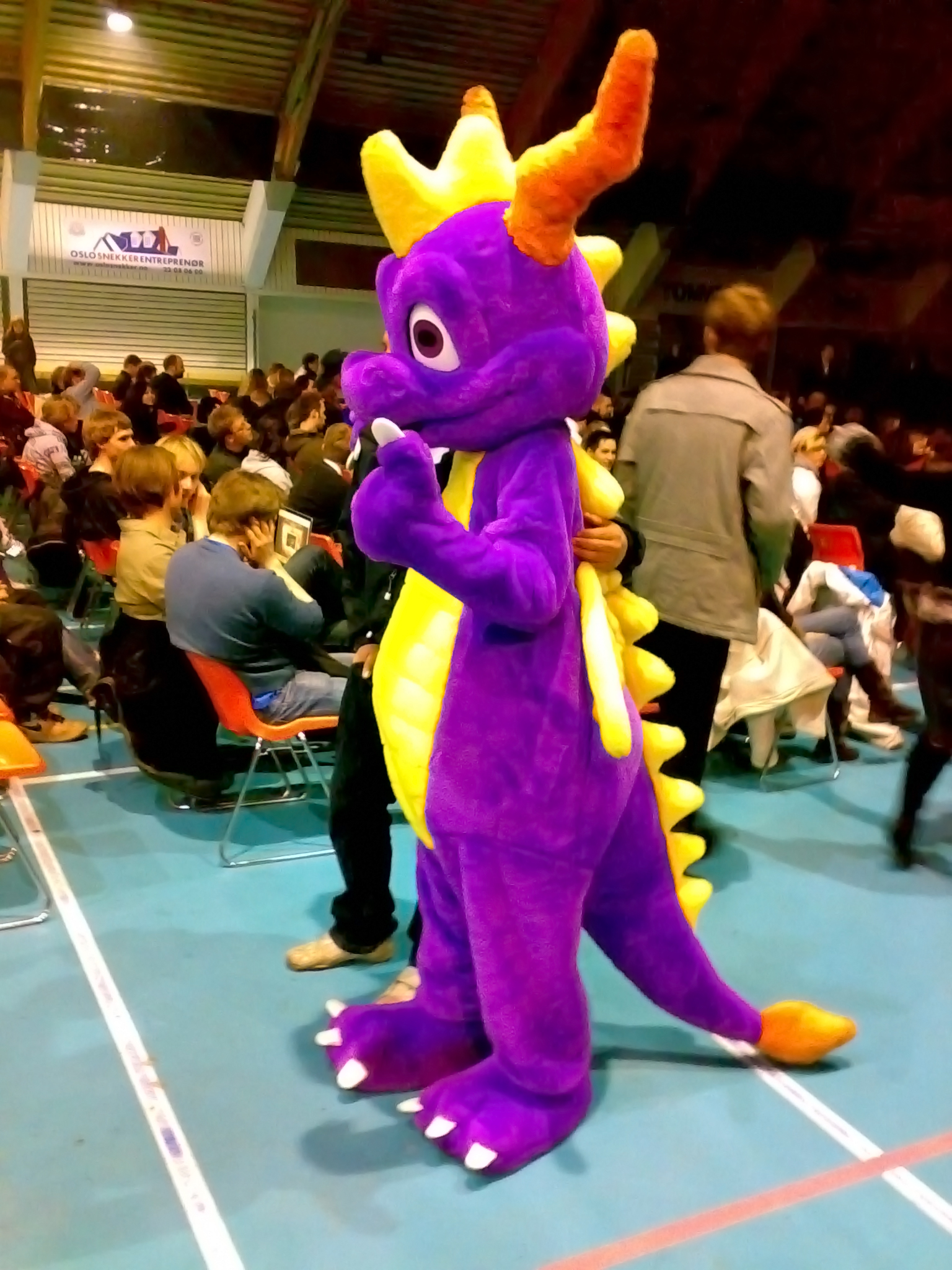
Cosplay de Spyro le dragon, le héros du jeu.

Le héros du jeu est Spyro, un dragon qui doit récupérer les œufs et les joyaux des Mondes Oubliés. Véritable célébrité dans les Royaumes du Dragon, son courage est estimé par tous ses congénères, bien que ceux-ci n'apprécient pas toujours son côté fier et sûr de lui. Il est accompagné par Sparx la libellule, qui aide Spyro à ramasser les joyaux et qui sert d'indicateur de santé aux personnages contrôlés par le joueur.
Dans cet opus, Spyro et Sparx sont rejoints par quatre alliés après avoir été délivrés. Ainsi, on découvre Sheila, un kangourou des montagnes, rare et dotée de grandes pattes arrière lui permettant de sauter très haut, le Sergent James Byrd, un pingouin chef du mouvement de résistance des colibris. Élevé par des oiseaux-mouches, il est le seul pingouin à savoir voler et est doté de lance-roquettes montés sur ses épaules. Il y a également Bentley, un yéti au grand cœur pratiquant la boxe et doté d'une massue en glace, ainsi que l'Agent 9, un chimpanzé de laboratoire excentrique entraîné pour le tir au laser et la manipulation d'explosifs.
L'antagoniste principal du jeu est la Sorcière, une tortue dotée de pouvoirs magiques qui règne sur les Mondes Oubliés et les rhinos. Elle est aidée par Bianca, une lapine peu douée pour la magie qui a volé les œufs de dragons pour la Sorcière afin qu'elle utilise les ailes des bébés dragons pour créer un sort qui lui confèrera l'immortalité. Lorsqu'elle découvre les véritables desseins de sa maîtresse, Bianca rejoint Spyro et ses amis.
Au cours de son aventure, Spyro rencontre des personnages déjà présents dans Spyro 2: Gateway to Glimmer qui l'aident d'une façon ou d'une autre. Chasseur, un guépard, l'entraîne à effectuer diverses actions. Gros-Sous, un ours avide de richesses, permet à Spyro de progresser dans l'histoire en échange de joyaux. Zoé, une fée, suit la progression du joueur. Le Professeur, une taupe, a éduqué et entraîné l'Agent 9. Enfin, les habitants des royaumes des Mondes Oubliés aident Spyro à se rendre dans les mondes suivants.

### Scénario
Dans le royaume des dragons, Spyro et ses congénères célèbrent l'année du dragon, un évènement qui se déroule tous les douze ans au printemps. Lors de ces festivités, les fées apportent la nouvelle couvée composée de cent cinquante œufs de dragons. Cependant, durant la fête, une jeune lapine masquée prénommée Bianca, envahit le royaume avec une armée de rhinos et dérobe tous les œufs afin de les amener à la Sorcière qui les disperse dans plusieurs mondes. Spyro et Sparx, accompagnés par Chasseur, sont envoyés dans un trou les menant aux Mondes Oubliés pour trouver les voleurs et ramener les œufs.
Pendant qu'il recherche les œufs, Spyro découvre un monde anciennement habité par les dragons, depuis longtemps abandonné et oublié. Ce monde est gouverné par la Sorcière et son armée de rhinos, dans lequel seules quelques créatures se battent contre sa domination. Spyro apprend de Sheila le kangourou, l'un des habitants, que la magie a commencé à quitter ce royaume lorsque les dragons sont partis. Spyro traverse les Mondes Oubliés et obtient l'aide de ses habitants afin de sauver les œufs. Il est ensuite révélé que la Sorcière ne recherche pas les bébés dragons eux-mêmes mais leurs ailes, afin de concocter un sort qui lui octroiera l'immortalité. Dès que Bianca découvre les véritables intentions de la Sorcière, elle est prise de remords envers les bébés dragons et rejoint Spyro et ses alliés. Spyro finit par vaincre la Sorcière et les célébrations de l'année du dragon reprennent dans le royaume. Cependant, la Sorcière survit au combat, et Spyro la retrouve pour récupérer le dernier œuf. La Sorcière est finalement tuée et Spyro revient au royaume des dragons avec tous les œufs.

## Système de jeu

### Organisation des niveaux
Spyro: Year of the Dragon est un jeu vidéo de plates-formes dans lequel le joueur contrôle le plus souvent Spyro le Dragon, dont le principal objectif est de récupérer les 150 œufs de dragons volés et éparpillés dans les quatre Mondes Oubliés. Ces œufs sont cachés dans les royaumes ou sont donnés comme récompense par les habitants après que le joueur a accompli certaines tâches.
Les royaumes sont reliés entre eux par un monde principal, un lieu où sont disséminés des portails permettant d'accéder à chaque niveau. Au début du jeu, seuls certains portails sont ouverts, mais le joueur peut ouvrir ceux qui sont fermés en récupérant un certain nombre d'œufs. Afin d'accéder au Monde Oublié suivant, le joueur doit réunir un habitant de chaque royaume du monde où il se trouve pour que ces derniers puissent lui construire un moyen de transport, comme une montgolfière, un manège ou une fusée, lui permettant de rejoindre le monde suivant. Avant d'y accéder, Spyro doit vaincre le monstre du monde principal qu'il quitte, où il sera aidé par l'allié qu'il a libéré. Une fois qu'il a la possibilité d’utiliser l'un de ces véhicules, Spyro peut à tout moment retourner dans un monde principal déjà visité. Dans chaque niveau se trouve également un portail de sortie permettant de revenir au monde principal une fois la mission principale du niveau accomplie. Les niveaux possèdent également des portails de défis : ils mènent le joueur vers des zones annexes où des œufs peuvent être obtenus via des mini-jeux, notamment par des épreuves de skateboard, de hockey sur glace, de boxe et des mini-boss à combattre. Ces portails sont également l'occasion de piloter un sous-marin, un char ou encore un hors-bord, Il y a deux à trois portails de défis par niveau,.
Certains royaumes sont configurés différemment : en effet, chaque allié de Spyro possède son propre niveau où il doit accomplir une mission avant de rejoindre Spyro à proprement parler. De plus, chaque Monde Oublié contient un circuit, où Spyro doit réaliser trois épreuves : une course contre-la-montre où il doit ramasser des joyaux en détruisant des obstacles, une course contre les habitants du circuit tout en passant dans des anneaux, et un défi spécial qui nécessite l'aide du Chasseur. Enfin, les Mondes Oubliés cachent des royaumes entièrement dédiés à Sparx dans lesquels ce dernier doit trouver l'œuf et les joyaux qui s'y trouvent.
Les joyaux constituent la monnaie du jeu. Ces derniers sont disséminés dans les quatre coins des Mondes Oubliés de différentes façons : ils jonchent le sol ou peuvent être cachés dans des pots, des paniers, des ballons ou dans des coffres qui s'ouvrent à l'aide d'une petite fusée ou d'une clé. Chaque royaume contient un nombre variable de joyaux (de 400 à 700 unités) et ont une valeur définie : les rouges ont une valeur égale à un, les verts ont une valeur de deux, les bleus ont une valeur de cinq, les jaunes ont une valeur de dix et les violets une valeur de vingt-cinq joyaux. Les joyaux permettent au joueur de libérer de nouveaux personnages jouables ou d'accéder à de nouvelles zones dans les niveaux.

### Capacités de Spyro et ses alliés
Spyro peut cracher du feu, tirer des projectiles après les avoir ramassés, charger ou encore donner un coup de tête. Ces capacités servent notamment à attaquer les ennemis. Il possède également des capacités lui permettant de se déplacer, comme sauter, planer et atterrir à la fin d'un vol. Il peut aussi nager et charger sous l'eau et monter et descendre une échelle. En plus de ces techniques de base, Spyro peut parfois bénéficier de pouvoirs spéciaux durant un temps limité en utilisant des recharges qui se trouvent dans quelques royaumes. Avec ces recharges, il lui est possible de devenir invincible, tirer des boules de feu et voler librement dans les airs, ou encore détenir les deux derniers simultanément.
Sparx peut tirer des petites boules de feu et charger à l'instar de Spyro. Il arrive également à esquiver les attaques et utiliser des armes spéciales pendant un temps limité. Sheila le kangourou est capable de donner un coup de patte, frapper du pied, sauter, rebondir dans les airs ou effectuer un double saut. Les capacités du Sergent Byrd lui permettent de voler en avant, en arrière et latéralement, attraper et relâcher des objets et tirer en visant ou non des roquettes. Bentley le Yéti peut sauter, donner un coup de massue pour écraser ses ennemis, la faire tournoyer pour renvoyer des projectiles et pousser des blocs avec son épaule. Enfin, l'Agent 9 peut sauter comme tous les autres, esquiver les attaques des ennemis à l'instar de Sparx, lancer une bombe tout en visant et tirer des rayons laser en visant et éventuellement en zoomant.

### Système de santé
Spyro commence le jeu avec cinq vies et quatre points de santé, ces derniers étant indiqués par Sparx. En effet, si celui-ci est de couleur or, la santé du duo est au maximum, si Sparx est bleu, elle est moyenne et s'il est vert, elle est minime. Si Spyro prend un coup lorsque Sparx est vert, ce dernier disparaît, alors la prochaine attaque infligée à Spyro lui ôtera une vie. Une vie peut être aussi perdue en tombant dans un trou ou dans la lave. Dans chacun de ces cas, Spyro est ramené à l'endroit où il a rencontré Zoé pour la dernière fois. Lorsque toutes les vies sont perdues, la partie est terminée. Cependant, la partie peut être reprise lorsque l'écran de fin de partie apparaît. Le joueur reprend à partir du niveau où il a perdu sa dernière vie. Afin de gagner des vies, Spyro peut enflammer ou charger des petits animaux, comme des grenouilles, des moutons ou des lapins, qui se déplacent librement dans chaque niveau. Une fois qu'un animal est attrapé, un papillon apparaît permettant à Sparx de retrouver un point de santé. Lorsque Spyro attrape dix animaux, il gagne une vie. Il arrive au duo de trouver de façon exceptionnelle des bouteilles renfermant un papillon brillant. Quand l'une d'elles est trouvée, Spyro n'a plus qu'à casser la bouteille pour gagner une vie et permettre à Sparx de retrouver sa santé maximum. Enfin, il est possible de gagner une vie en obtenant un point d'aptitude, une action secrète que Spyro doit effectuer dans certains niveaux. Toutes ces fonctions sont également réalisables avec les alliés de Spyro.

## Développement

### Conception et production

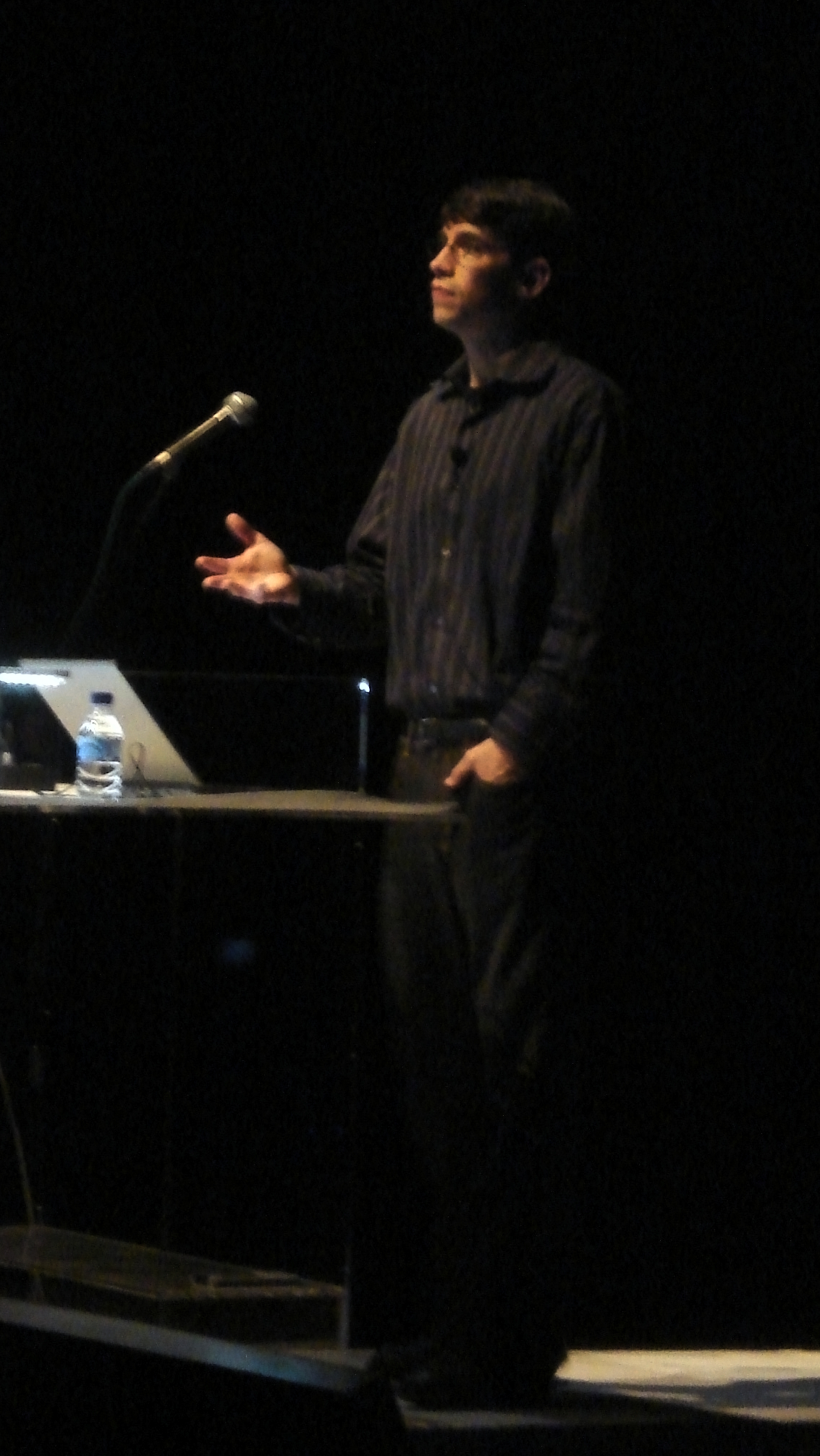
Ted Price, président-directeur général d'Insomniac Games et l'un des concepteurs de Spyro: Year of the Dragon.

Le développement de Spyro: Year of the Dragon a duré environ dix mois et demi, de novembre 1999 à septembre 2000. Le jeu est nommé ainsi car il est publié en 2000, l'année du dragon dans l'astrologie chinoise.
L'équipe de développement s'est inspiré de nombreux autres jeux vidéo contemporains, comme Doom ou encore la série des Crash Bandicoot. L'une des principales nouveautés techniques dévoilée avant la sortie du jeu est l'Active Tuning Challenge. Ce programme, créé par le vice-président de la programmation d'Insomniac Games, Brian Hastings, permet d'égaliser la courbe de difficulté de jeu pour les joueurs ayant des capacités différentes. Plus concrètement, l'Active Tuning Challenge est conçu pour augmenter la difficulté du jeu pour les joueurs aguerris et s'adapter aux novices.
Les niveaux sont beaucoup plus vastes que ceux de Spyro 2: Gateway to Glimmer : ainsi les zones de mini-jeux se trouvent dans des lieux séparés de la zone principale du niveau afin que le public ne puisse pas se perdre. Ted Price, le président-directeur général d'Insomniac Games, précise que de nombreuses séances de brainstorming ont été nécessaires pour trouver des idées concernant les mini-jeux. De plus, il explique la création de nouveaux personnages jouables par le fait qu'il souhaitait que le public utilise de nouveaux systèmes de contrôle sans surcharger Spyro en nouvelles capacités.
En ce qui concerne les graphismes du jeu, les couleurs et textures du jeu ont vu augmenter leur saturation afin que les environnements soient plus vifs que dans les précédents opus de la série.
Enfin, un système anti crack a été installé dans le jeu, en plus du système anti-copie déjà existant dans les précédents opus. Ces protections ont empêché les pirates de cracker le jeu jusqu'à deux mois après sa sortie contre un peu plus d'une semaine pour Spyro 2: Gateway to Glimmer.

### Bande-son

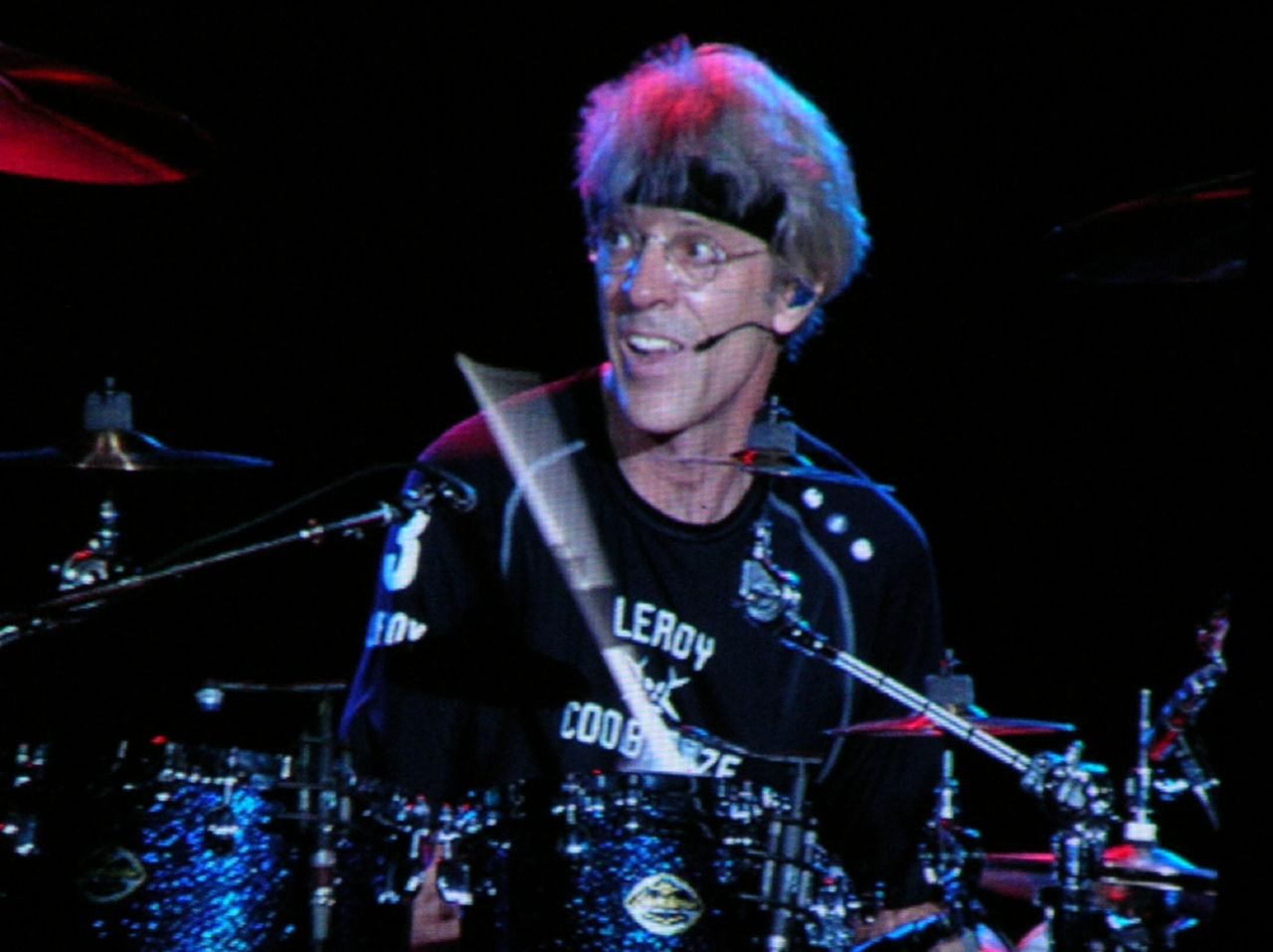
Stewart Copeland, batteur du groupe The Police est le compositeur de la bande son du jeu.

La bande son du jeu a été composée par Stewart Copeland, batteur du groupe The Police. Il a composé plusieurs musiques de films ainsi que les bandes son des deux précédents épisodes de la série Spyro the Dragon. Ted Price estime que le travail effectué par Copeland pour la musique de Spyro: Year of the Dragon est le meilleur travail qu'il ait produit à ce jour. Dans un entretien, Stewart Copeland explique que pour composer la musique de chaque opus de la série, il joue à chaque niveau du jeu afin d'obtenir une sensation de l'atmosphère de chaque royaume. Le batteur américain indique que la difficulté de composer pour un jeu vidéo est de créer une musique qui soit à la fois intéressante à écouter et qui puisse compléter le gameplay. Son approche est d'intégrer des harmonies complexes et des lignes de basses, de sorte que la musique puisse sembler nouvelle pour les joueurs même après une écoute répétée. Copeland félicite également le disque compact conçue par PlayStation et sa haute qualité audio, expliquant qu'il n'a pas eu de contraintes techniques l'ayant empêché de produire le son qu'il souhaitait. Il enregistre des partitions entières d'orchestre afin d'enrichir la bande son lorsque les visuels demandaient un son riche, et utilise des mélodies percutantes et plus rythmées pour les moments forts du jeu.

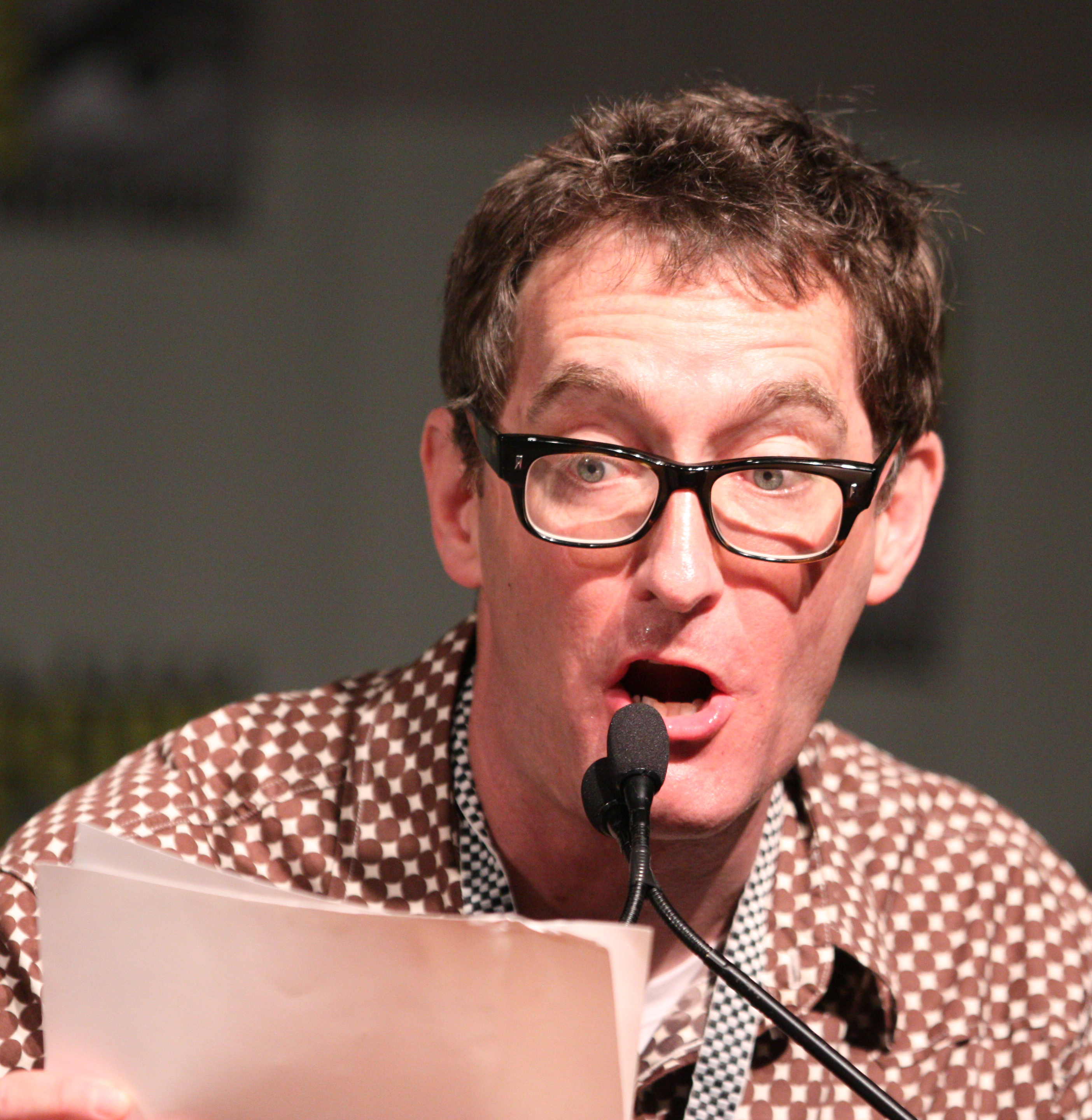
Tom Kenny est la voix américaine de Spyro.

Dans la version américaine du jeu, Tom Kenny assure les voix de Spyro et du sergent Byrd tandis que Neil Ross double Gros-Sous et Bentley. Sparx et Chasseur sont doublés respectivement par André Sogliuzzo et Gregg Berger. Carolyn Lawrence et Edita Brychta interprètent les voix de Zoé et Sheila, tandis que l'Agent 9, Bianca et la Sorcière sont doublés par Richard Tatum, Pamela Hayden et Flo Di Re. Les voix additionnelles sont interprétées par l'ensemble de ces acteurs, ainsi que par Victoria Hoffman, David Lodge, Daisy Torme et Marcelo Tubert.

## Commercialisation
Le jeu paraît, sur PlayStation, en Amérique du Nord le 23 octobre 2000, puis le 25 octobre au Royaume-Uni et le 8 novembre de la même année en France,. Il est réédité en Europe dans la gamme Platinum le 12 octobre 2001 et en Amérique du Nord dans la gamme Greatest Hits en 2002,. Une démo jouable de Crash Bash est incluse dans Spyro: Year of the Dragon au moyen d'une manipulation au moment de l'affichage de l'écran d'introduction du jeu. Réciproquement, le jeu développé par Naughty Dog inclut une démonstration du jeu d'Insomniac Games.
Le 26 mars 2003, Insomniac Games publie en Amérique du Nord Spyro Collector's Edition, une compilation réunissant Spyro the Dragon, Spyro 2: Gateway to Glimmer et Spyro: Year of the Dragon, les trois jeux de la série développés pour PlayStation.
Spyro: Year of the Dragon est réédité sur le PlayStation Network, pour une utilisation sur PlayStation 3 et sur PlayStation Portable, le 12 décembre 2012 dans le monde entier.

## Accueil

### Critiques
Spyro: Year of the Dragon a reçu des critiques généralement favorables. Le site français Jeuxvideo.com estime que le troisième opus de la série Spyro the Dragon « ravira tous les fans de la série et ne devrait pas laisser indifférents tous les joueurs intéressés par ce style de jeu ». Selon le magazine mensuel Consoles +, « vous adorerez vivre cette nouvelle aventure » si « vous avez aimé l'épisode précédent », bien que les « évolutions sont trop peu nombreuses ». Brad Shoemaker de GameSpot indique que c'est le meilleur opus de la série sorti sur PlayStation. Le média américain AllGame salue un jeu aux graphismes incroyables et à la bande son excellente, et qui est amusant pour les joueurs de tous âges, tandis que David Smith de IGN applaudit un jeu universellement excellent et apprécie l'arrivée de nouveaux personnages jouables, saluant ainsi l'effort d'Insmoniac Games qui permet d'apporter un peu de distraction aux fans de la série. Game Vortex estime que Spyro: Year of the Dragon est le jeu de plate-forme le plus amusant de l'année 2000, et malgré de légers problèmes de caméra, c'est un jeu proche de la perfection. Enfin, Joe de Game Revolution indique que ce nouvel opus est très drôle et que les joueurs en ont plus que pour leur argent.

#### Graphismes
Les graphismes de Spyro: Year of the Dragon sont très bien accueillis par la critique. AllGame applaudit des graphismes superbes aux couleurs vives et rayonnantes qui atteignent le sommet de la PlayStation. Chez GameSpot, on note que les graphismes sont parfois gênés par des polygones vacillants et quelques textures non filtrés, ce qui est habituel sur la console de Sony mais le site américain reconnaît également que ces défauts sont corrigés dans la plupart des cas. Il salue aussi le graphisme de Spyro qui semble plus détaillé qu'auparavant, ainsi que celui des autres personnages, qui sont bien réalisés et animés. IGN apprécie le style cartoonesque des graphismes, l'utilisation lisse de l'ombrage Gouraud et les effets spéciaux qui donnent un rendu propre et cohérent. IGN salue également la fluidité des graphismes qui donnent l'impression que Spyro: Year of the Dragon est un dessin animé jouable, comparant au passage Spyro à Bip Bip. Enfin, si le site français Jeuxvideo.com note que les graphismes tout en couleurs de ce nouvel opus « perpétuent avec succès l'univers magique de la série », Consoles + remarque néanmoins que ceux-ci sont identiques à ceux de Spyro 2: Gateway to Glimmer et que des bogues de collision sont présents,.

#### Système de jeu
Le gameplay de Spyro: Year of the Dragon est également très apprécié par la critique qui encense généralement l'arrivée des nouveaux personnages jouables. Game Vortex indique que le gameplay du jeu d'Insomniac Games est plus une évolution qu'une révolution mais apprécie l'ajout de nouveaux personnages jouables qui apportent de la diversité à la partie. Chris Simpson note que l'inclusion de ces nouveaux personnages est un changement bienvenu et apporte beaucoup de profondeur au jeu. IGN salue également les niveaux vastes de Sheila et du sergent Byrd, qui permettent à l'un d'effectuer de grands sauts et à l'autre de voler et tirer ses roquettes. Le site remarque aussi les mini-jeux, considérés comme « la cerise sur le gâteau ». Jeuxvideo.com les apprécie également, remarquant qu'ils apportent « une grande variété au jeu tout en contribuant à son ambiance vraiment unique ». Enfin, Game Revolution souligne que les nouveaux personnages permettent de diversifier le gameplay et les niveaux du jeu.

#### Bande son
La bande son de Spyro: Year of the Dragon est généralement applaudie par la critique. Jeuxvideo.com apprécie « des musiques entraînantes et jamais lassantes » ainsi que des effets sonores « efficaces ». Consoles + estime que les dialogues sont « vivants et drôles », mais semble déplorer une musique « très basique et répétitive ». Game Vortex salue la qualité des doublages, notant au passage les accents des personnages qui sont mignons sans être trop exagérés et retrouvant au passage l'humour inspiré du Muppet Show des lucioles parlant en haïku. Chris Simpson indique que la bande son est ahurissante et souhaite que les autres jeux s'en inspirent. IGN souligne également que les voix des personnages et les bruitages sont souvent très drôles et jamais irritants, malgré les doublages parfois jugés ridicules.

### Ventes et récompenses
En juillet 2007, Insomniac Games annonce avoir vendu plus de 3,2 millions de copies de Spyro: Year of the Dragon dans le monde. En décembre 2007, ce jeu a été écoulé à 2,04 millions d'exemplaires aux États-Unis. Il reçoit un prix Platine dans le cadre des ELSPA Sales Awards, organisés par l'Entertainment and Leisure Software Publishers Association, pour avoir été vendu à plus de 300 000 exemplaires au Royaume-Uni.
En 2001, Spyro: Year of the Dragon est nommé dans la catégorie du meilleur jeu d'action et d'aventure de console ainsi que dans celle du jeu ayant la meilleure direction artistique lors de l'Interactive Achievement Awards. Finalement, le premier prix est remporté par Final Fantasy IX et le deuxième par The Legend of Zelda: Majora's Mask.
Le jeu est aussi nommé lors de l'édition 2001 du Game Developers Choice Awards dans la catégorie du meilleur design, mais le prix est remporté par Jet Set Radio.

## Postérité

### Suites développées sur consoles de salon
Après la sortie de Spyro: Year of the Dragon, la série continue à se développer sans Insomniac Games, Ted Price déclarant « qu'après cinq ans de développement sur une seule série, l'équipe avait besoin de faire quelque chose de différent ». En 2002 sort Spyro: Enter the Dragonfly, premier jeu de la série Spyro the Dragon à sortir sur PlayStation 2 et sur GameCube et à être développé par Equinoxe Entertainment. Ce nouvel opus, pourtant très inspiré des précédents épisodes, reçoit un accueil mitigé de la presse spécialisée, qui regrette notamment le manque d'innovation et les graphismes dépassés du jeu,. Deux ans plus tard, Eurocom et Traveller's Tales sont chargés du développement de Spyro: A Hero's Tail, sorti sur PlayStation 2, GameCube et Xbox. La grande nouveauté de ce jeu est la suppression des portails et le nombre illimité des joyaux, ce qui est lourdement sanctionné par la critique qui estime que Spyro est devenu une série de jeux vidéo de plates-formes « classique ».
Entre 2006 et 2008, le développeur australien Krome Studios commence une trilogie de la série nommée The Legend of Spyro. Ces nouveaux jeux, sous-titrés A New Beginning et The Eternal Night, sont publiés sur PlayStation 2, Xbox, Xbox 360, Game Boy Advance, Game Cube, Nintendo DS et sur la Wii. Ces opus sont plus axés sur le combat et l'univers habituellement féerique de Spyro laisse place à des niveaux sombres. La critique sanctionne des jeux ennuyeux et regrettent les anciens mondes que traversaient le dragon violet, déclarant au passage que la licence est en plein « naufrage »,. Le dernier volet de la trilogie, nommé Naissance d'un dragon, est développé par le studio français Étranges Libellules et est publié sur PlayStation 2, PlayStation 3, Xbox 360, Nintendo DS et Wii. Cet opus apporte comme nouveautés le fait que Spyro puisse voler librement et soit lié par une chaîne à Cynder, une dragonne noire que le joueur peut également incarner. La critique apprécie ces innovations et estiment que Spyro « revient plus en forme que jamais ». Les épisodes de la trilogie The Legend of Spyro ont été vendus à 3,46 millions d'exemplaires toutes consoles confondues, soit 250 000 exemplaires de moins que le seul Spyro: Year of the Dragon.

### Arrivée de la série sur consoles portables
Si la licence Spyro the Dragon connaît une véritable descente aux enfers sur les consoles de salon, celle-ci prend ses marques sur consoles portables, notamment sur Game Boy Advance. En 2001 sort Spyro: Season of Ice, puis en 2002 Spyro: Season of Flame. Les deux jeux connaissent un grand succès critique et commercial, avec respectivement 2,23 et 1,58 million d'exemplaires vendus à travers le monde,. L'année suivante, Digital Eclipse, le développeur des deux précédents jeux, dévoile Spyro 3: Adventure, qui permet notamment le contrôle de deux nouveaux personnages jouables initialement présents dans Spyro: Year of the Dragon : l'Agent 9 et Bentley le Yéti. Malgré le succès critique du jeu, Spyro 3: Adventure s'écoule seulement à 300 000 exemplaires,. En 2004, le développeur Vicarious Visions conçoit Spyro: Fusion, un jeu mettant en scène Spyro avec son principal rival commercial, Crash Bandicoot, afin de relancer les deux séries en perte de vitesse sur le marché du jeu vidéo. Malgré la faible durée de vie du jeu qui laissera sur sa faim les critiques, Spyro: Fusion connaît un meilleur succès que Spyro 3: Adventure avec 570 000 unités écoulés,. L'année suivante, Amaze Entertainment développe pour la Nintendo DS Spyro: Shadow Legacy, qui apporte comme principale nouveauté le gain de points d'expérience, à la manière d'un jeu de rôle. Cet opus au système de jeu inédit pour la série est un véritable fiasco critique et commercial.

### Remake:Spyro Reignited Trilogy
En février 2018, une rumeur répandue par une journaliste de Kotaku laisse supposer qu'Activision Blizzard, qui détient les droits de la série depuis 2008, préparerait un remake de la trilogie Spyro the Dragon. En avril 2018, Activision Blizzard confirme à la presse la sortie de Spyro Reignited Trilogy pour le 21 septembre 2018 et qu'il rassemble les trois premiers jeux de la série, Spyro the Dragon, Spyro 2: Gateway to Glimmer et Spyro: Year of the Dragon. Peu de temps avant l'annonce officielle, plusieurs journalistes et personnalités de YouTube avaient reçu des œufs de dragon violets. Ceux-ci, envoyés depuis les locaux d'Activision Blizzard, étaient également accompagnés d'un message de la part de Falcon McBob – le nom de code du projet – sur lequel il était écrit « Quelque chose va éclore ». À l'occasion de l'annonce, un trailer est dévoilé et présente un comparatif des graphismes entre les trois jeux originaux et la compilation,.
Le développement de Spyro Reignited Trilogy est confié à Toys for Bob, dans le cadre du vingtième anniversaire de la franchise,. Le studio américain est fondé en 1989 par Paul Reiche III et Fred Ford, puis est racheté en 2005 par Activision. Le studio a déjà travaillé sur Spyro, ayant créé la franchise Skylanders en 2011, qui met en scène sa propre interprétation du personnage. Le jeu utilise le moteur Unreal Engine 4. Le studio remastérise de nombreux éléments des jeux de l'époque. En effet, la trilogie contient des environnements améliorés avec plus de 100 niveaux fidèlement cartographiés. Les commandes de jeu sont remis au goût du jour et le gameplay est revu, comprenant une meilleure maniabilité de la caméra et une prise en main plus adaptée avec la manette. La luminosité ambiante est optimisée tandis que les cinématiques sont recréées. À l'inverse, les mouvements des personnages sont reproduits à l'identique afin de conserver les collisions d'origine,,. En août 2018, l'éditeur et le studio repoussent la date de sortie du jeu au 13 novembre 2018.

### Influences
Dans son manifeste, Brenton Tarrant affirme avoir « appris l'ethno-nationalisme » avec ce jeu. Il s’agit en fait d’une forme d’humour de connivence à l’attention de membres de la communauté du site 8chan, utilisant l’image de Spyro le dragon pour créer des memes internet.

### Citations du jeu
1. ↑  Sheila le Kangourou : « Ce monde était le vôtre avant, tu sais ? Puis un jour, vous êtes partis ! »
Spyro le Dragon : « Les dragons vivaient ici avant ? »
Sheila : « Tu ne savais pas ? C'était il y a plus de mille ans, je pense. »
Spyro : « Et ils sont partis comme ça ? »
Sheila : « Oui, et le plus drôle, c'est qu'après leur départ, la magie de ce monde a disparu avec eux. Tout était magique ici avant. ».
2. ↑  Bianca : « Pendant tout ce temps, vous vouliez les dragons seulement pour leurs ailes ? »
La Sorcière : « Bien sûr, petite ignorante, j'en ai besoin pour un sort, pour que je puisse vivre pour toujours. ».

### Manuel d'utilisation
1. ↑  O'Neil 2000, p. 14 à 16.
2. ↑  O'Neil 2000, p. 4 et 19.
3. 1 2 3  O'Neil 2000, p. 7.
4. 1 2 3  O'Neil 2000, p. 8 à 11.
5. ↑  O'Neil 2000, p. 23 et 24.
6. ↑  O'Neil 2000, p. 22 et 23.
7. 1 2  O'Neil 2000, p. 14.
8. ↑  O'Neil 2000, p. 3.
9. 1 2  O'Neil 2000, p. 15.
10. ↑  O'Neil 2000, p. 13 et 14.
11. ↑  O'Neil 2000, p. 16.
12. ↑  O'Neil 2000, p. 17.
13. ↑  O'Neil 2000, p. 6.
14. ↑  O'Neil 2000, p. 19.
15. ↑  O'Neil 2000, p. 18.
16. ↑  O'Neil 2000, p. 19 et 20.
17. ↑  O'Neil 2000, p. 29.
18. ↑  O'Neil 2000, p. 20.
19. ↑  O'Neil 2000, p. 32.

### Autres références
1. 1 2 3 4  (en) Brad Shoemaker, « Spyro: Year of the Dragon Review », sur GameSpot, 24 octobre 2000 (consulté le 25 août 2012).
2. ↑  (en) « Spyro : Year of The Dragon », sur ign.com, 23 juin 2000 (consulté le 4 janvier 2016).
3. 1 2 3  (en) Phil Bordelon, « An interview with Ted Price, developer of Spyro », sur PS Illustrated (consulté le 23 août 2012).
4. 1 2  (en) « Interview With The Dragon », sur gamepro.com, 24 novembre 2000 (consulté le 18 novembre 2021).
5. ↑  (en) Gavin Dodd, « Keeping the Pirates at Bay », sur Gamasutra, 17 octobre 2001 (consulté le 31 août 2012).
6. 1 2  (en) Ahmed Shahed, « Q&A: Ted Price of Insomniac Games », sur GameSpot, 10 octobre 2000 (consulté le 25 août 2012).
7. ↑  (en) Composing Music With a Rcokstar, Sony Computer Entertainment America.
8. ↑  (en) « Spyro: Year of the Dragon - PlayStation Releases », sur giantbomb.com (consulté le 17 novembre 2021)
9. ↑  « Spyro: Year of the Dragon - Caractéristiques du jeu », sur jeuxvideo.com (consulté le 17 novembre 2021).
10. ↑  (en) « Spyro: Year of the Dragon - PlayStation Releases (Platinum) », sur giantbomb.com (consulté le 17 novembre 2021)
11. ↑  (en) « Spyro: Year of the Dragon - PlayStation Releases (Greatest Hits) », sur giantbomb.com (consulté le 17 novembre 2021).
12. ↑  (en) « Spyro Collector's Edition -  Release », sur giantbomb.com (consulté le 17 novembre 2021).
13. ↑  (en) « Spyro: Year of the Dragon - PlayStation Network Releases », sur giantbomb.com (consulté le 17 novembre 2021).
14. 1 2 3 4  « Test PlayStation : Spyro: Year of the Dragon », Consoles +, no 106,‎ novembre 2000, p. 96 à 98
15. 1 2 3 4 5  (en) Chris Simpson, « Spyro: Year of the Dragon - Review », sur AllGame (consulté le 2 septembre 2012)
16. 1 2 3 4 5  (en) David Smith, « Spyro: Year of the Dragon », sur IGN, 12 octobre 2000 (consulté le 2 septembre 2012)
17. 1 2 3 4 5  « Test de Spyro: Year of the Dragon », sur Jeuxvideo.com, 21 novembre 2000 (consulté le 2 septembre 2012)
18. 1 2 3  (en) Joe, « Spyro: Year of the Dragon Review », sur Game Revolution, 10 octobre 2001 (consulté le 2 septembre 2012)
19. 1 2 3 4  (en) Phil Bordelon, « Spyro: Year of the Dragon Review », sur Game Vortex (consulté le 2 septembre 2012)
20. ↑  (en) « Spyro: Year of the Dragon », sur Metacritic (consulté le 2 septembre 2012)
21. ↑  (en) « Sitting out merger-go-round », The Los Angeles Times,‎ 26 novembre 2007, p. 29 (lire en ligne).
22. ↑  (en) « US Platinum Videogame Chart », sur the-magicbox.com, 27 décembre 2007 (consulté le 17 novembre 2021).
23. ↑  (en) « ELSPA Sales Awards: Platinum », sur elspa.com (consulté le 17 novembre 2021).
24. ↑  (en) « Interactive Achievement Awards 2001 », sur interactive.org (consulté le 2 septembre 2012).
25. ↑  (en) « Archive - 1st Annual Game Developers Choice Awards », sur gamechoiceawards.com (consulté le 29 décembre 2023).
26. ↑  Jihem, « Test du jeu Spyro : Enter the Dragonfly sur NGC », sur Jeuxvideo.com, 16 décembre 2002 (consulté le 10 novembre 2024).
27. ↑  (en) Douglass C. Perry, « Spyro: Enter the Dragonfly », sur IGN, 8 novembre 2002 (consulté le 10 novembre 2024).
28. ↑  « Test de Spyro: A Hero's Tail », sur Jeuxvideo.com, 17 novembre 2004 (consulté le 3 septembre 2012).
29. ↑  « Test de The Legend of Spyro: A New Beginning », sur Jeuxvideo.com, 30 octobre 2006 (consulté le 3 septembre 2012)
30. ↑  « Test de The Legend of Spyro: The Eternal Night », sur Jeuxvideo.com, 24 décembre 2007 (consulté le 3 septembre 2012).
31. ↑  « Test de The Legend of Spyro: Naissance d'un dragon », sur Jeuxvideo.com, 12 novembre 2008 (consulté le 3 septembre 2012).
32. ↑  (en) « Game Database - The Legend of Spyro », sur VGChartz (consulté le 3 septembre 2012)
33. ↑  (en) « Game Database - Spyro: Season of Ice », sur VGChartz (consulté le 3 septembre 2012)
34. ↑  (en) « Game Database - Spyro: Season of flame », sur VGChartz (consulté le 3 septembre 2012).
35. ↑  « Test de Spyro Adventure », sur Jeuxvideo.com, 22 décembre 2003 (consulté le 3 septembre 2012)
36. ↑  (en) « Game Database - Spyro: Attack of the Rhynocs », sur VGChartz (consulté le 3 septembre 2012).
37. ↑  « Test de Spyro: Fusion », sur Jeuxvideo.com, 22 décembre 2003 (consulté le 4 septembre 2012)
38. ↑  (en) « Game Database - Spyro: Fusion », sur VGChartz.com (consulté le 4 septembre 2012).
39. ↑  « Test de Spyro: Shadow Legacy », sur Jeuxvideo.com, 22 décembre 2003 (consulté le 4 septembre 2012).
40. ↑  Steeve Mambrucchi, « Après Crash Bandicoot, Activision préparerait une trilogie Spyro restaurée », sur Gamekult, 13 février 2018 (consulté le 8 avril 2018).
41. 1 2 3 4  Steeve Mambrucchi, « Activision confirme Spyro Reignited Trilogy sur PS4 et Xbox One », sur Gamekult, 5 avril 2018 (consulté le 8 avril 2018).
42. ↑  « Jonathon Dornbush on Twitter », Twitter,‎ 2 avril 2018 (lire en ligne, consulté le 8 avril 2018).
43. ↑  « Le sublime trailer de Spyro Reignited Trilogy », sur Jeuxvideo.com, 5 avril 2018 (consulté le 8 avril 2018).
44. 1 2  (en) Kevin Kelly, « Spyro the Dragon is Back in the Spyro Reignited Trilogy! », sur blog.activision.com, 5 avril 2018 (consulté le 8 avril 2018).
45. ↑  Romain Mahut, « Spyro Reignited Trilogy enfin officialisé sur PS4 et Xbox One, infos et vidéo », sur Gameblog, 5 avril 2018 (consulté le 8 avril 2018).
46. ↑  Clementoss, « Spyro Reignited Trilogy : le retour du dragon aura lieu le 21 septembre sur PS4 et Xbox One », sur Jeuxvideo.com, 5 avril 2018 (consulté le 8 avril 2018).
47. ↑  Smile_93, « Spyro Reignited Trilogy repoussé au 13 novembre », sur Jeuxvideo.com, 17 août 2018 (consulté le 20 août 2018).
48. ↑  Jim Edwards, « The chilling number of misunderstood 'jokes' in the Christchurch killer's manifesto show how few people understand the disinformation ecosystem of the alt right », sur Insider (consulté le 22 mai 2020).